# A halászkirály legendája
A halászkirály legendája (The Fisher King) 1991-ben bemutatott amerikai filmdráma.
Terry Gilliam rendező klasszikussá vált filmje egy megosztott társadalom éles kritikája. A film címe az Artúr-mondakörnek arra a legendájára utal, amelyben az öreg, sebzett király képtelen segíteni hanyatló birodalmán, amit csak egy tiszta szívű ifjú lovag éleszthet újjá. (Ugyanezt a legendát dolgozza fel Richard Wagner: Parsifal című zenedrámája.)

## Cselekmény
Jack Lucas (Jeff Bridges) meggondolatlan kijelentést tesz egy általa vezetett rádióműsorban. Élete emiatt, önhibájából gyökeresen, végleg megváltozik. Egy pillanat alatt a bomlott elméjűek, szegények, koldulók világában találja magát. Saját leépülését alkoholtól mámorosan így fogalmazza meg Nietzschére hivatkozva: „…szerinte kétféle ember létezik a világon. A nagy dolgokra hivatottak, mint Walt Disney vagy Hitler, és aztán jövünk mi, a maradék. Úgy hív minket, hogy az elfuseráltak és tönkretettek. Néha ugratnak minket, néha a nagyság közelébe kerülünk, de sosem érjük el…”. Ilyen állapotban, öngyilkosságra adva a fejét hozza össze a sors Parryvel (Robin Williams), akiről kiderül, hogy elméje megbomlott és teljesen leépült, amikor Jack egyik műsorának következményeként egy őrült megölte a feleségét. A volt műsorvezető elhatározza, hogy helyrehozza a koldus életét, és így talán az ő élete is visszatérhet a régi kerékvágásba.

## Szereplők
| szerep                   | színész           | magyar hangja         |
| ------------------------ | ----------------- | --------------------- |
| Jack Lucas               | Jeff Bridges      | Dörner György         |
| Parry                    | Robin Williams    | Harsányi Gábor        |
| Anne Napolitano          | Mercedes Ruehl    | Prókai Annamária      |
| Lydia Sinclair           | Amanda Plummer    | Kiss Erika            |
| Lou Rosen                | David Hyde Pierce | Szokol Péter          |
| Sondra                   | Lara Harris       | Dezsőffy Rajz Katalin |
| Hajléktalan kabaréénekes | Michael Jeter     | Kerekes József        |

## Díjak és jelölések
Oscar-díj (1992)
- díj: legjobb női mellékszereplő (Mercedes Ruehl)
- jelölés: legjobb színész (Robin Williams)
- jelölés: legjobb látványtervezés (Mel Bourne, Cindy Carr)
- jelölés: legjobb eredeti forgatókönyv (Richard LaGravenese)
- jelölés: legjobb eredeti filmzene (George Fenton)

Golden Globe-díj (1992)
- díj: legjobb vígjáték- vagy musical-színész (Robin Williams)
- díj: legjobb női epizódszereplő (Mercedes Ruehl)
- jelölés: legjobb vígjáték vagy musical
- jelölés: legjobb vígjáték- vagy musical-színész (Jeff Bridges)
- jelölés: legjobb rendező (Terry Gilliam)